# Partition prussienne

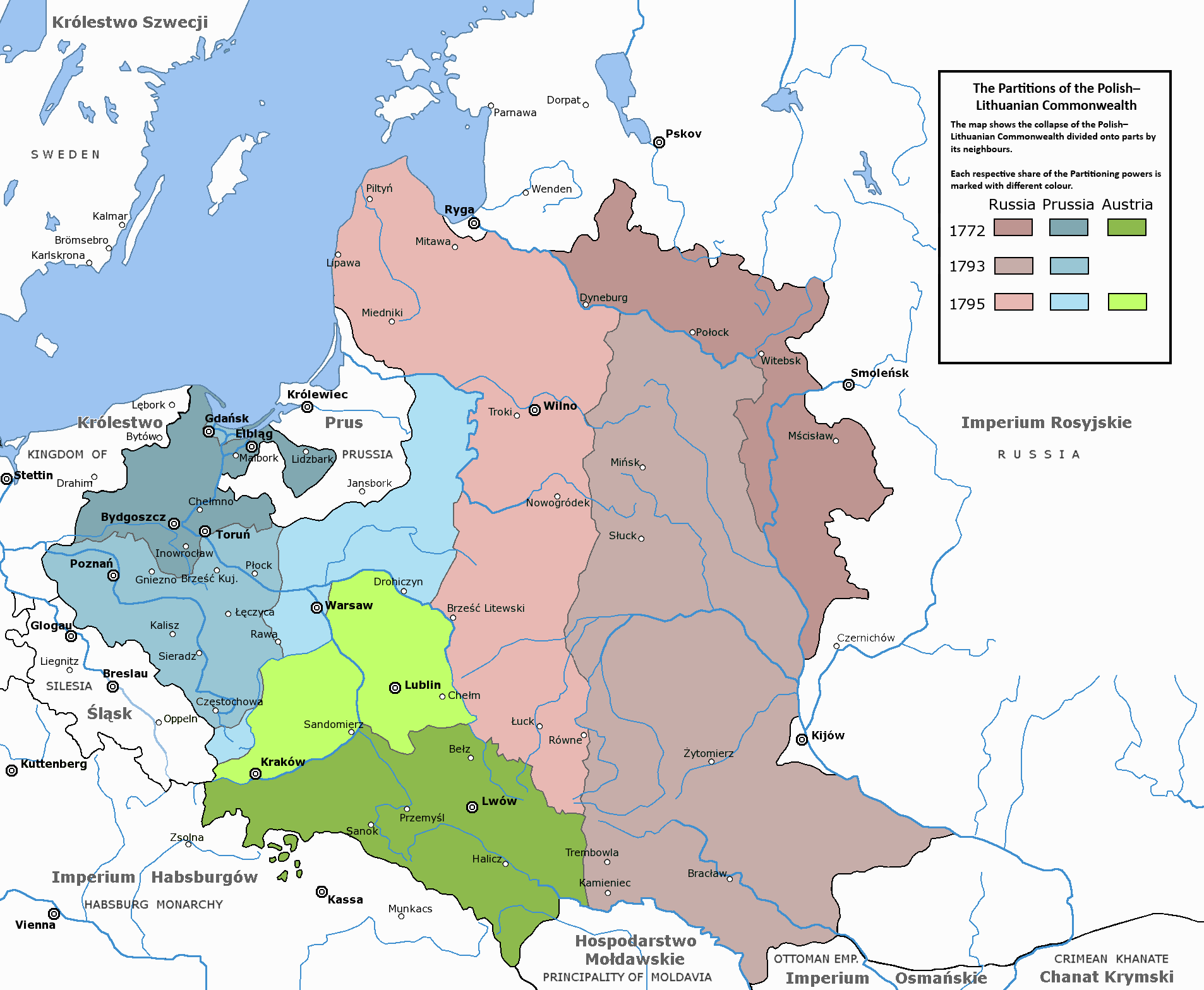
Les trois partitions de la république des Deux Nations. La partition russe (rouge), la partition autrichienne (verte) et la partition prussienne (bleue).

La partition prussienne (polonais : Zabór pruski), ou Pologne prussienne, fait référence aux anciens territoires de la république des Deux Nations acquis lors des partitions de la Pologne, à la fin du XVIIIe siècle par le royaume de Prusse. L'acquisition prussienne s'élève à 141 400 km2 de terres, constituant l'ancien territoire occidental de la république des Deux Nations. Le premier partage mené par la Russie impériale avec la participation prussienne a eu lieu en 1772 ; le deuxième en 1793 et le troisième en 1795, entraînant l'élimination de la Pologne en tant qu'État pour les 123 années suivantes.